# Diasphax elegans
Diasphax elegans är en insektsart som beskrevs av Ronald Gordon Fennah 1962. Diasphax elegans ingår i släktet Diasphax och familjen Dictyopharidae. Inga underarter finns listade i Catalogue of Life.